# Marmasjen
Marmasjen (armeniska: Մարմաշեն) är en ort i Armenien. Innan 26 april 1946 hette orten Verin Ghanlidzja (armeniska: Վերին Ղանլիջա). Den ligger i provinsen Sjirak, i den nordvästra delen av landet, 100 kilometer nordväst om huvudstaden Jerevan. Marmasjen ligger 1 619 meter över havet och antalet invånare är 1 644.
Terrängen runt Marmasjen är kuperad norrut, men söderut är den platt. Terrängen runt Marmasjen sluttar söderut. Runt Marmasjen är det ganska tätbefolkat, med 129 invånare per kvadratkilometer.. Närmaste större samhälle är Gjumri, 7,2 kilometer sydost om Marmasjen.
Runt Marmasjen är det i huvudsak tätbebyggt.